# Macrosiphoniella dimidiata
Macrosiphoniella dimidiata är en insektsart som beskrevs av Carl Julius Bernhard Börner 1942. Macrosiphoniella dimidiata ingår i släktet Macrosiphoniella och familjen långrörsbladlöss. Arten är reproducerande i Sverige. Inga underarter finns listade i Catalogue of Life.